# Rafael María de Mendive
Rafael María de Mendive y Daumy (La Habana, 24 de octubre de 1821 — La Habana, 24 de noviembre de 1886) fue un poeta y maestro cubano, uno de los mentores de José Martí.

## Estudios
Hizo estudios de Derecho y Filosofía, y obtuvo la licenciatura en 1867, viajó a Europa en 1844 y en 1848. En 1848 apareció su primer libro de versos, Pasionarias, regresó a Cuba en 1852 donde trabajó durante diez años en la Sociedad de Crédito Territorial Cubano, hasta que en 1863 fue separado de su cargo por intrigas de los elementos integristas. Fundó algunas de las principales revistas cubaneiras de la época, entre ellas la Revista de La Habana (1853-1857) y en 1856 ingresó en la Sociedad Económica de Amigos del País. 
Como poeta perteneció a la segunda generación romántica de Cuba, que dio inicio a una reacción del buen gusto contra la decadencia imperante entre los miembros de la generación anterior. Las dos primeras ediciones de sus Poesías aparecieron en Madrid y en París en 1860 y en 1864 fue nombrado director de la Escuela Superior Municipal de varones, designación que combatieron los partidarios del integrismo, quienes desconfiaban de él por su condición de cubano y de poeta. Sus méritos como maestro, sin embargo, le valieron el reconocimiento de la Junta Superior de Instrucción Pública. 
En 1865 José Martí se convirtió en alumno suyo, al ingresar en la Escuela Superior Municipal de Varones, calle del Prado número 88, de la cual era director Mendive, quien desde entonces fue su padre espiritual y contribuyó de manera decisiva a su formación ética y patriótica. 
Al quedar cesante el padre de Martí, Mendive se comprometió a pagar los estudios de su alumno hasta el grado de bachiller. 
El 22 de enero de 1869, como consecuencia de las manifestaciones revolucionarias ocurridas en el Teatro Villanueva, Mendive fue encarcelado por ser su casa centro de reuniones patrióticas. Su Colegio San Pablo, fundado en 1867, fue clausurado, y el poeta resultó sentenciado a cuatro años de confinamiento en España, desde donde logró pasar rápidamente a Nueva York, ciudad donde residió desde 1869 hasta 1878. Allí colaboró en varias publicaciones de lengua española y continuó alentando la causa separatista, por la cual murió su hijo Luis. 
Mendive regresó a Cuba al firmarse la Paz del Zanjón donde dirigió el periódico liberal Diario de Matanzas desde diciembre de 1878 hasta marzo de 1879. Continuó escribiendo para importantes publicaciones internacionales, y en 1883 apareció la tercera edición de sus Poesías. 

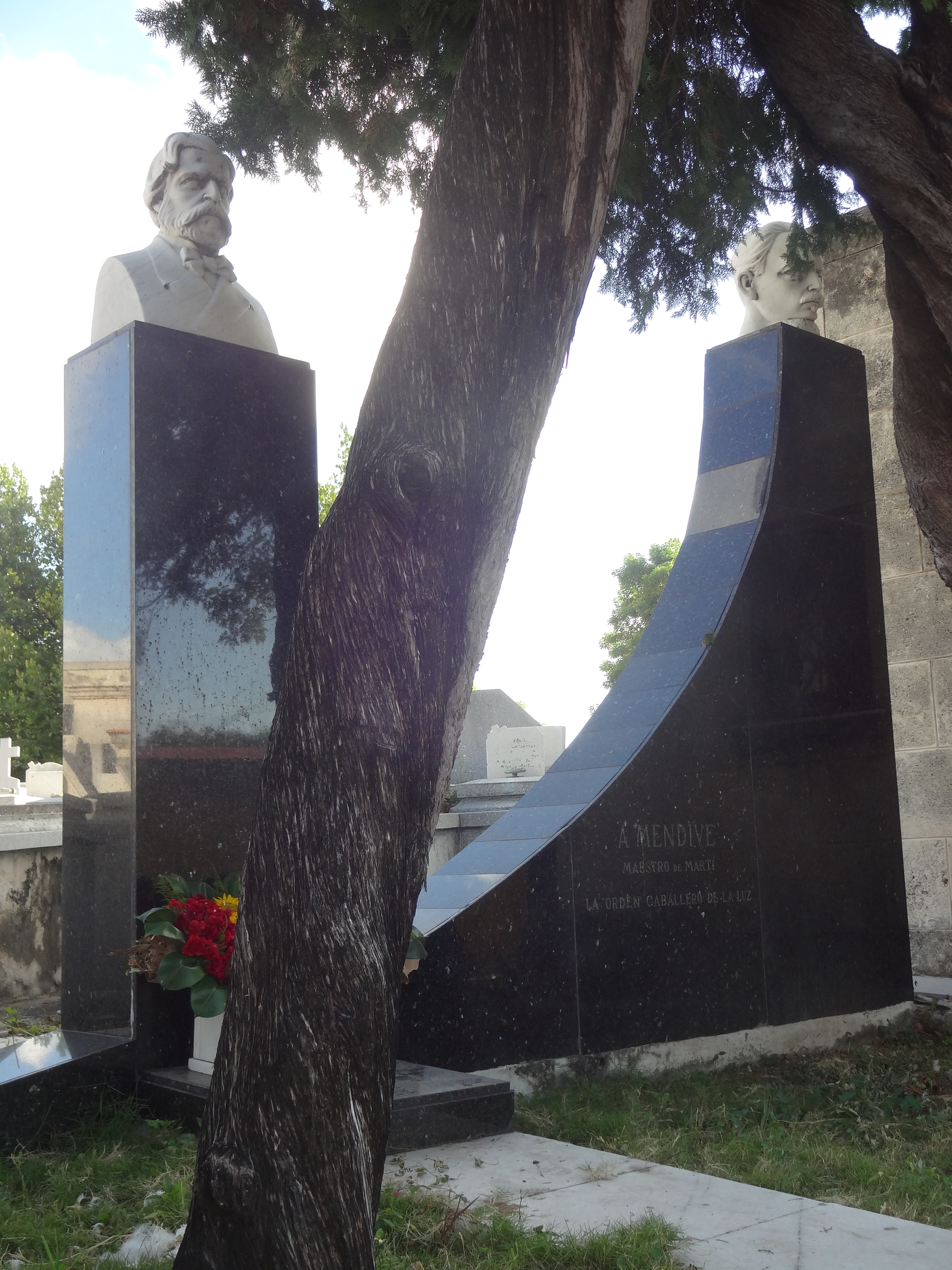
Su tumba en la Necrópolis de Cristóbal Colón.

Estuvo al frente del colegio San Luis Gonzaga, de Cárdenas y allí enfermó en 1886, por lo que fue trasladado a La Habana, donde murió el día 24 de noviembre. El 20 de diciembre del mismo año le fue tributado un homenaje póstumo en el Teatro Tacón, donde participaron algunas de las más destacadas figuras de la cultura cubana de la época.
La poetisa Gertrudis Gómez de Avellaneda dijo acerca de su modo de escribir: «Es un autor sumamente tierno, cuya obra noble y apasionada se transparenta siempre en sus versos».
José Martí su más devoto alumno publicó una semblanza de su maestro en El Porvenir, de Nueva York, el 1 de julio de 1891.

[...] ¿Se lo pintaré preso, en un calabozo del castillo del Príncipe, servido por su Micaela fiel, y :sus hijos, y sus discípulos; o en Santander, donde los españoles lo recibieron con palmas y :banquetes?; ¿o en New York, adonde vino escapado de España, para correr la suerte de los cubanos, y :celebrar en su verso alado y caluroso al héroe que caía en el campo de pelea y al español bueno que :no había querido alzarse contra la tierra que le dio el pan, y a quien dio hijos?; ¿o en Nassau, :vestido de blanco como en Cuba, malhumorado y silencioso, hasta que, a la voz de Víctor Hugo, se :alzó, fusta en mano, contra «Los dormidos»?; ¿o en Cuba, después de la tregua, cuando respondía a un :discípulo ansioso: «¿Y crees tú que si, por diez años a lo menos, hubiese alguna esperanza, estaría :yo aquí?» ¿A qué volver a decir lo que saben todos, ni pensar en que los diez años han pasado? :Prefiero recordarlo, a solas, en los largos paseos del colgadizo, cuando, callada la casa, de la luz :de la noche y el ruido de las hojas fabricaba su verso; o cuando, hablando de los que cayeron en el :cadalso cubano, se alzaba airado del sillón, y le temblaba la barba.
José Martí, El Porvenir, Nueva York, 1 de julio de 1891

- Datos: Q9065826
- Multimedia: Rafael María de Mendive / Q9065826
- Textos: Autor:Rafael Mendive